# Charaxes jordani
Charaxes jordani är en fjärilsart som beskrevs av Hans Fruhstorfer 1914. Charaxes jordani ingår i släktet Charaxes och familjen praktfjärilar. Inga underarter finns listade i Catalogue of Life.